# دانشمند

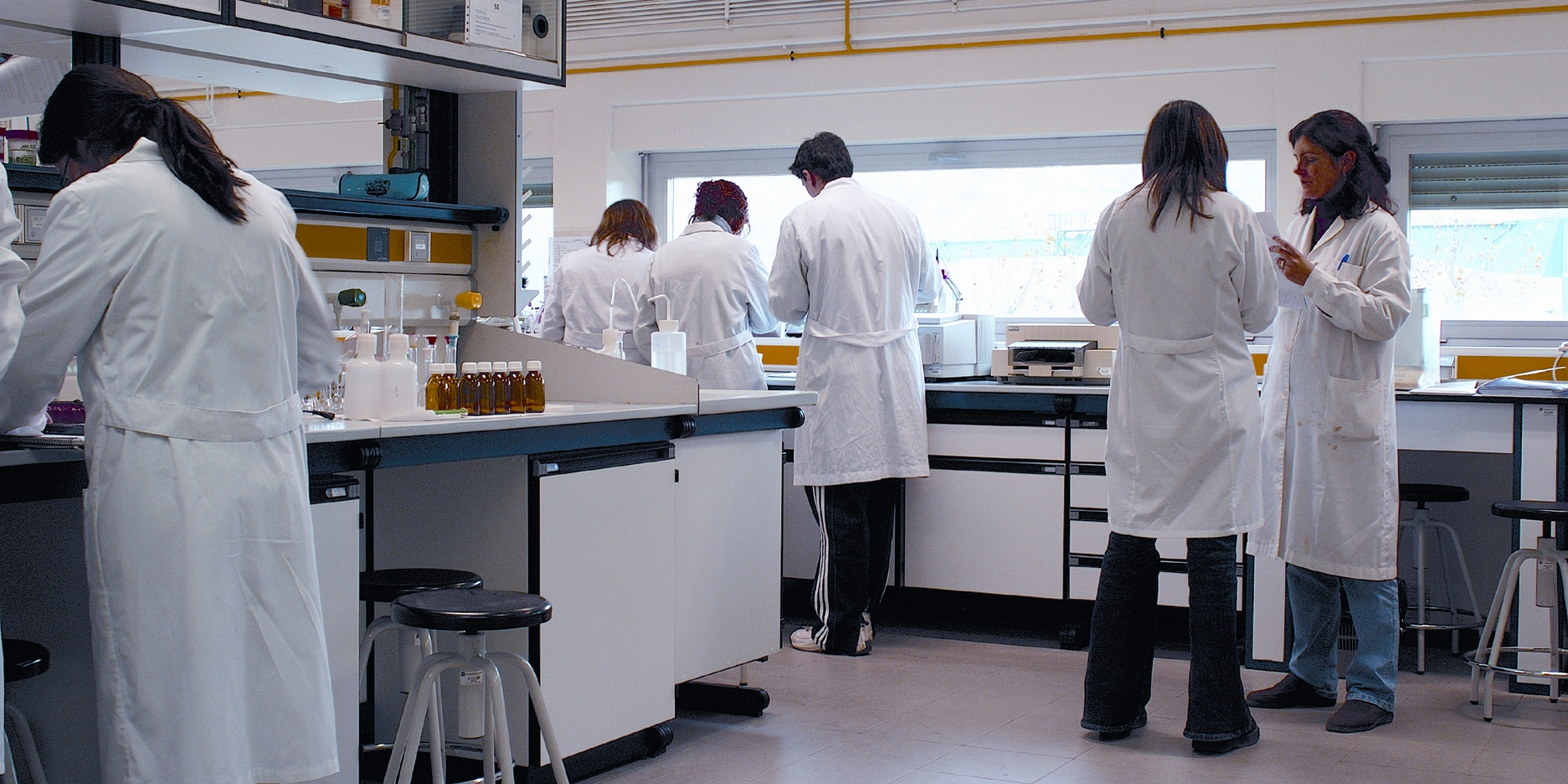
دانشمندان در حال کار در یک آزمایشگاه

دانِشمَند شخصی است که در یکی از شاخه‌های دانش چیره‌دست است و از روش علمی برای انجام پژوهش بهره می‌برد. امروزه بیشتر منظور از دانشمند کسانی هستند که پایه‌های دانشگاهی و علمی را تا سطوح بسیار بالا طی کرده و پیشهٔ خود را آموزاندن، ورزیدن و نیز تحقیق دانش و مسائل علمی قرار داده‌اند.
در کار دانشمندان می‌توان میان تحصیل علمی و کار پژوهشی تفاوت قائل شد. امروزه پژوهش‌ها بیشتر به سفارش یک دولت، نهادهای علمی یا شرکت‌ها انجام می‌شوند.
پیشه‌ای جدا به عنوان پیشه دانشمند بودن، از سدهٔ ۱۹ میلادی به‌وجود آمد؛ زیرا در این دوره فن و علم تأثیر زیادی بر یکدیگر گذاردند. شکل‌گیری حرفه دانشمندی از سال ۱۹۴۵ سرعت گرفت و عرصه آن گسترده‌تر شد.

## ریشه‌شناسی
در انگلیسی Scientist از دو بخش واژه science (دانش) و پسوند -ist (-ایست و -مند در پارسی) ساخته شده است.

## همه‌چیزدانان
دانشمند همه‌چیزدان یا همه‌فن‌حریف به دانشمندی گفته می‌شود که در همه یا اکثر علوم عصر خود دانا و صاحب‌نظر باشند. این لقب بیشتر به دانشمندان دوره‌های قدیم گفته می‌شود.
ایمهوتپ، ارسطو، بوعلی سینا، ابوریحان بیرونی، لئوناردو دا وینچی، جان فون نویمان، زکریای رازی، میکل آنژ، گالیلئو گالیله، هیلدگارد بینگنی، گوتفرید لایبنیتس، بنجامین فرانکلین، پائولو سارپی، نیکلاس کوپرنیک، فرانسیس بیکن، والتر راسل، توماس براون، میکاییل سروتوس، ابن خلدون، ابن هیثم، خیام، آنری پوانکاره آلبرت اینشتین و آیزاک نیوتن از مشهورترین دانشمندان جامع (بسیاردان) بودند.

## نگارخانه

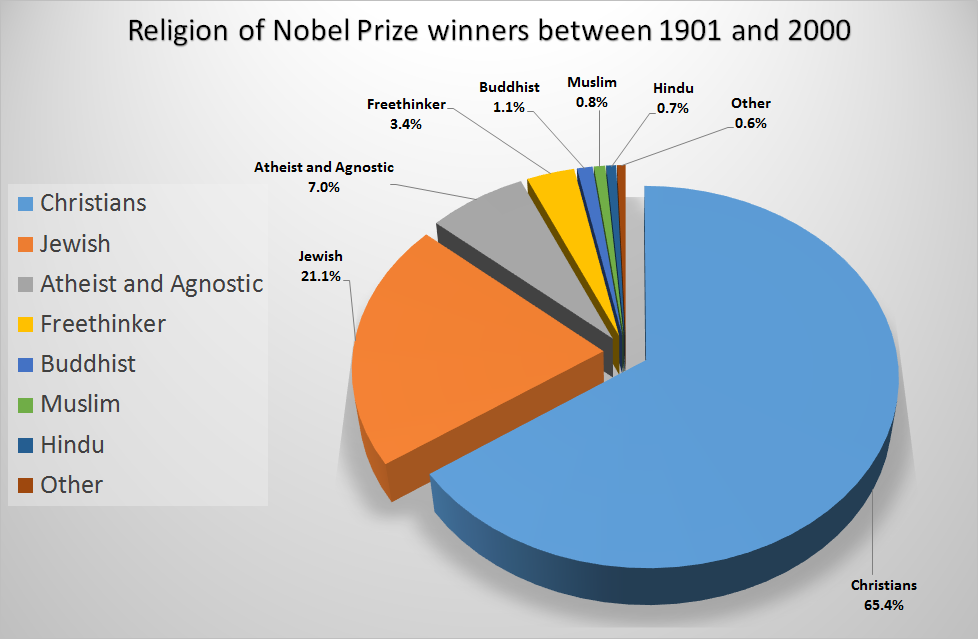
اعتقاد دانشمندانی که بین سال‌های ۱۹۰۰ تا ۲۰۰۰ موفق به کسب جایزه نوبل شده‌اند.